# Vampster
Vampster, stylisé vampster, est un webzine germanophone fondé en 1999 dans le but de constituer un ouvrage de référence indépendant et complet sur Internet pour les fans de musique dure. Outre les groupes de metal et de hard rock, le magazine prend également en compte les artistes de punk rock, punk hardcore, et de musique indépendante.

## Histoire
Le 2 mai 1999, les anciens « Musikforum » du fournisseur d'accès CompuServe Andrea Veyhle, Andreas Fischer et Markus Veyhle ainsi que le programmeur suisse Alexander Schmid lancent vampster.com. En 2001, une version remaniée sur le plan visuel et technique suit, et en 2004, d'autres nouveautés comme un flux RSS sont intégrées au magazine. En 2023, plus de 20 amateurs de musique d'Allemagne, d'Autriche et de Suisse travaillent bénévolement sur vampster.
L'accent est mis sur une partie rédactionnelle actualisée quotidiennement, composée de nouvelles de la scène, d'interviews détaillées, de critiques de CD, de comptes rendus de concerts et de festivals, et d'un calendrier d'événements. Les sujets sérieux, sous forme de commentaires sur la politique, la religion ou la société, ont également leur place dans la « Residenz Evil » de vampster. Les lecteurs inscrits peuvent participer à la conception du magazine et communiquer avec des personnes partageant les mêmes idées au sein de la communauté.
Jusqu'en 2009, vampster organise chaque année un concert à Stuttgart, Banging The X-Mas Tree, et présente des festivals connus dans le milieu du metal comme le Wacken Open Air près de Hambourg, le festival Bang Your Head à Balingen ou le Doom Shall Rise à Göppingen.
Les archives du magazine musical vampster offrent un accès illimité à plus de 20 000 articles sur environ 7 500 groupes, qui peuvent être consultés via différentes rubriques et une fonction de recherche.
Dans l'étude fondamentale Schwarzmetall und Todesblei - Über den Umgang mit Musik in den Black- und Death-Metal-Szenen Deutschlands de Sarah Chaker, le site web est compté parmi les offres en ligne importantes de la scène death metal. Dans le portrait de l'ouvrage Das Phänomen Heavy Metal paru en 2008, l'auteur Christoph Lücker cite le webzine comme l'un des plus importants en allemand.